# Пондашсола
Пондашсо́ла (рос. Пондашсола, марій. Пондашсола) — присілок у складі Куженерського району Марій Ел, Росія. Входить до складу Тум'юмучаського сільського поселення.

## Населення
Населення — 9 осіб (2010; 20 у 2002).
Національний склад (станом на 2002 рік):
- марі — 80 %